# Орден Заслуг (Конго)
Орден Конголезских заслуг (фр. Ordre du Mérite Congolais) — высшая государственная награда Республики Конго.

## История
В 1958 году Французскому Конго был дан статус автономной республики в составе Французского сообщества. 25 февраля 1959 года премьер-министром автономии аббатом Фюльбером Юлу был учреждён орден Конголезских заслуг в трёх классах, предназначенный для вручения главам иностранных государств, послам, аккредитованным в Браззавиле, атташе посольств, выдающимся деятелям.
С обретением Конго независимости в 1960 году орден был сохранён в наградной системе страны.

## Степени
На момент учреждения статут ордена предусматривал три класса:
- командор
- офицер
- кавалер

в дальнейшем были добавлены традиционные старшие классы:
- кавалер Большого креста
- великий офицер

## Описание
Знаки высших классов изготавливаются из позолоченного серебра, класса кавалера — без позолоты.
Знак ордена представляет собой восьмиконечный крест, лучи которого типа «ласточкин хвост» покрыты тёмно-красной эмалью и с небольшим треугольным лучиком у основания. Между лучами креста штралы в виде коротких прямых лучиков. В центре круглый медальон с широкой каймой чёрной эмали. В медальоне геральдическое изображение солнца: восьмиконечная звезда с прямыми заострёнными лучами и чертами лица в центре, между лучами — сияние в виде прямых лучиков. На кайме золотыми буквами надпись: «MERITE CONGOLAIS», внизу геометрический узор.
Оборотная сторона знака гладкая без изображений и эмалей.
Звезда ордена серебряная восьмиконечная с наложенным на центр знаком ордена.
 Лента ордена тёмно-красного цвета с широкой чёрной полосой в центре.